# Digital Investigation
Digital Investigation is een internationaal, aan collegiale toetsing onderworpen wetenschappelijk tijdschrift op het gebied van de informatica. De naam wordt in literatuurverwijzingen meestal afgekort tot Digit. Investig. Het wordt uitgegeven door Elsevier.